# باربارا بوسون
 باربارا بوسون (انگلیسی: Barbara Bosson؛ زادهٔ ۱ نوامبر ۱۹۳۹) یک هنرپیشه اهل ایالات متحده آمریکا است.